# Reboleira (metrostation)
Reboleira is een metrostation aan de Blauwe lijn van de Metro van Lissabon. Het is het westelijke eindstation van de Blauwe lijn dat is geopend op 13 april 2016. 
Amadora Este · Alfornelos · Pontinha · Carnide · Colégio Militar/Luz · Alto dos Moinhos · Laranjeiras · Jardim Zoológico · Praça de Espanha · São Sebastião · Parque · Marquês de Pombal · Avenida · Restauradores · Baixa/Chiado · Terreiro do Paço · Santa Apolónia